# Lakhta Center
O Lakhta Center é um complexo comercial e a sede da Gazprom, construído em São Petersburgo, na Rússia.  O Lakhta Center inclui o arranha-céu mais alto da Europa, com 462 metros. O edifício multifuncional vizinho (EMF) disporá das instalações turísticas.
O edifício tem um mirante a 360 metros de altura, o mais alto da Europa, entre os andares 83 e 86. Os telescópios são equipados com um mapa interativo de São Petersburgo. Em 24 de dezembro de 2018, O Lakhta Center foi certificado de acordo com os critérios de eficiência ecológica no LEED Platinum.
A data de abertura do complexo será definido após a conclusão dos trabalhos de revestimento e embelezamento. 

## Galeria de fotos

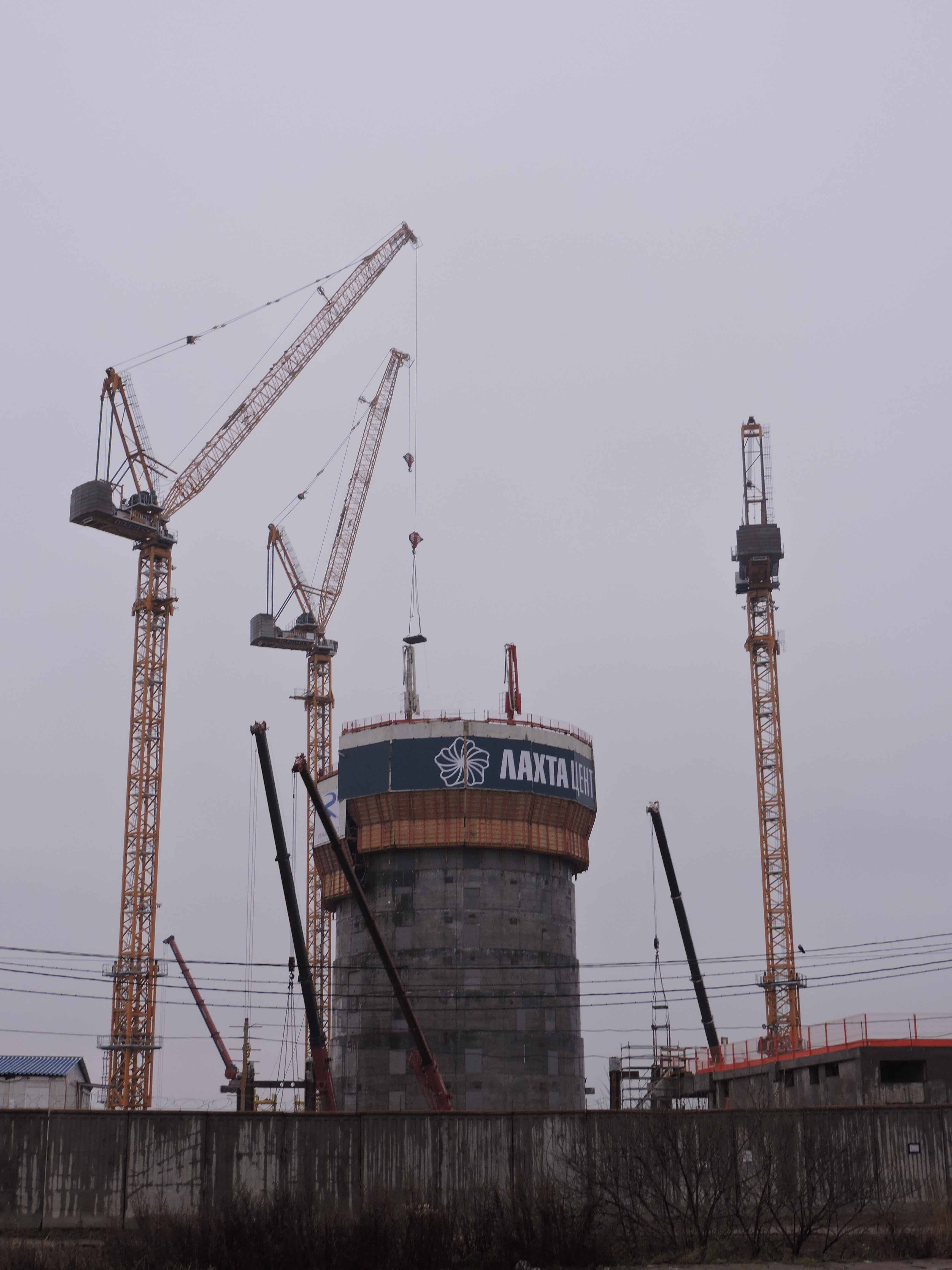
Novembro 2015
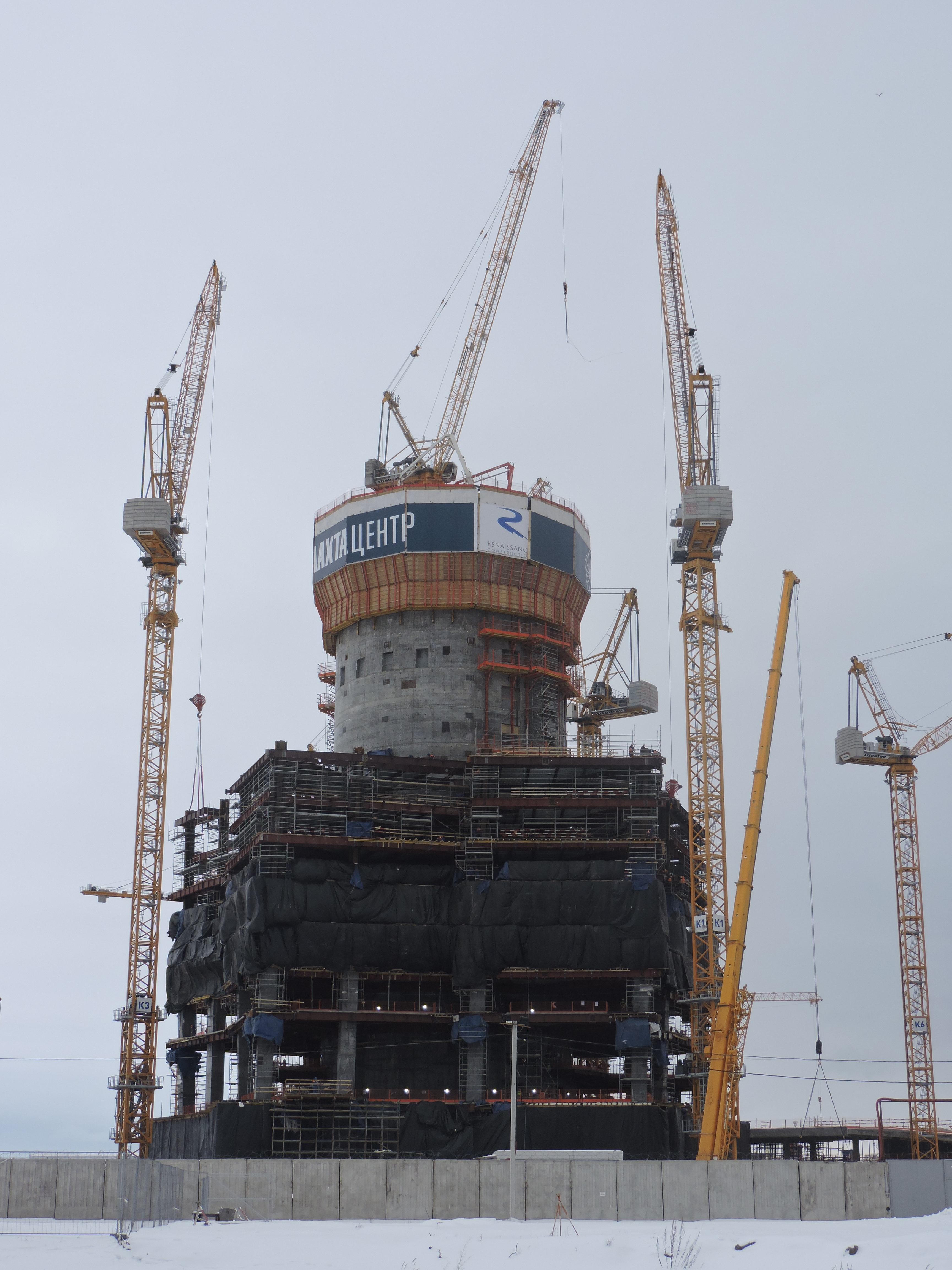
Fevereiro 2016
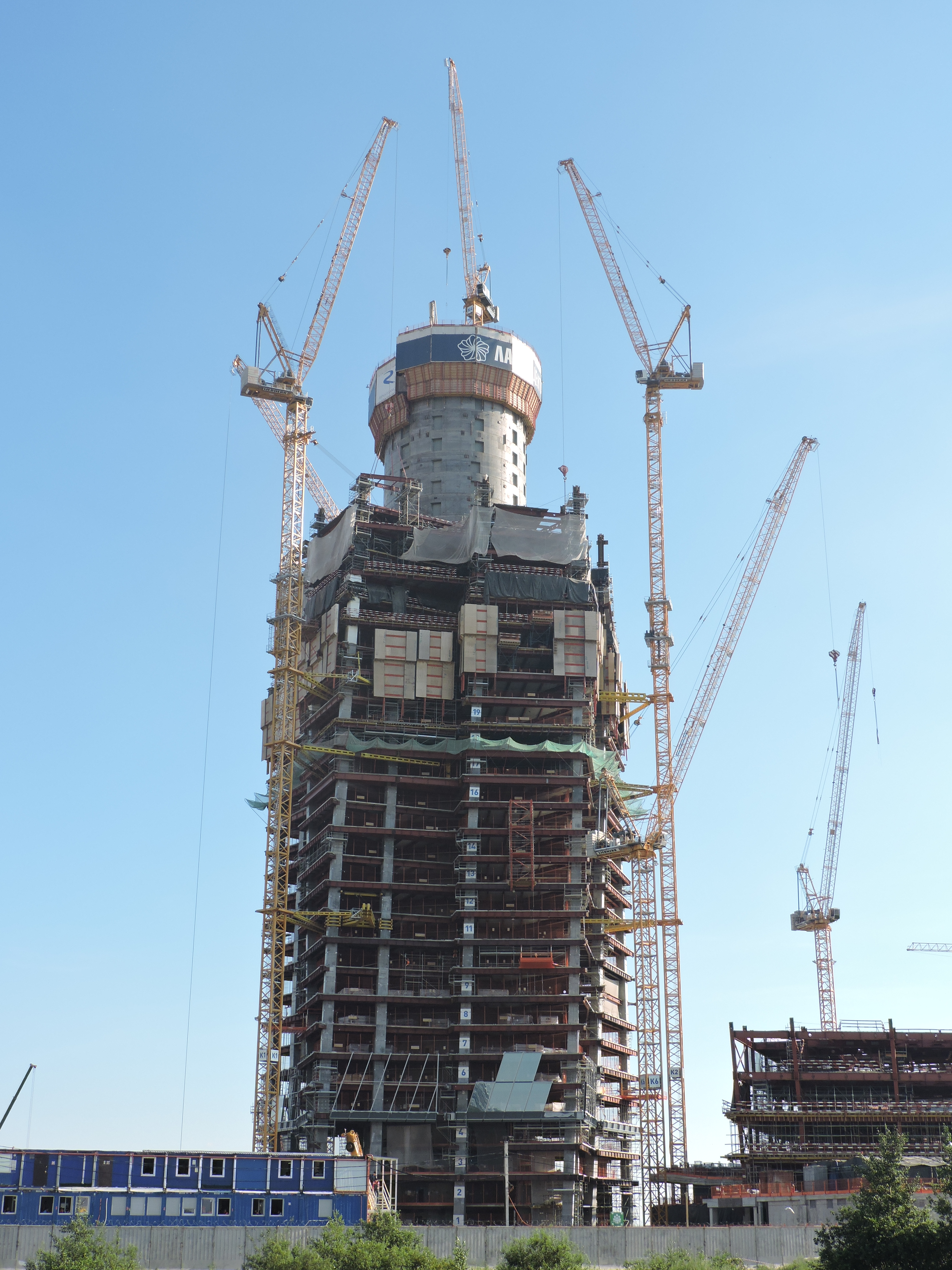
Julho 2016
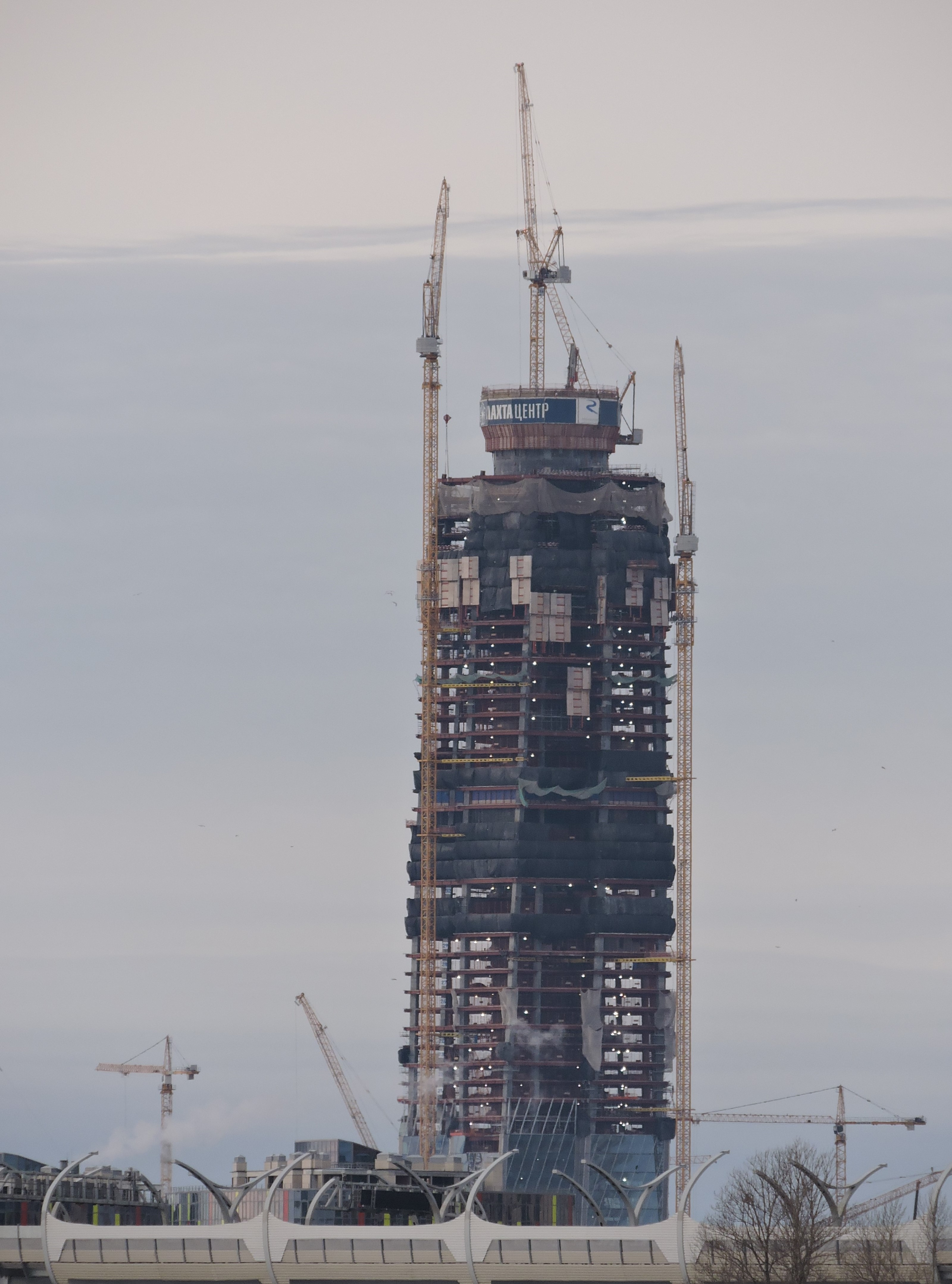
Dezembro de 2016
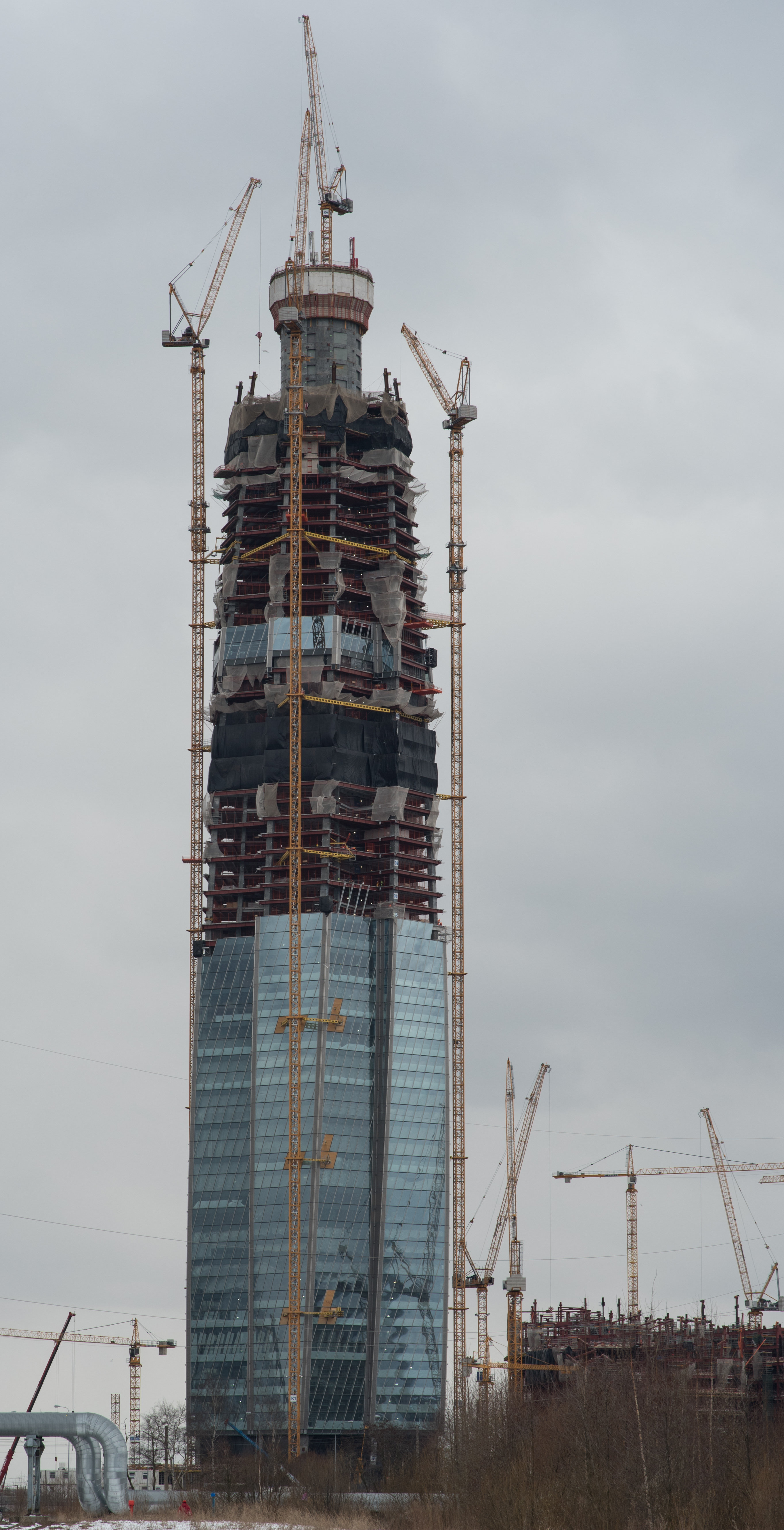
Abril 2017
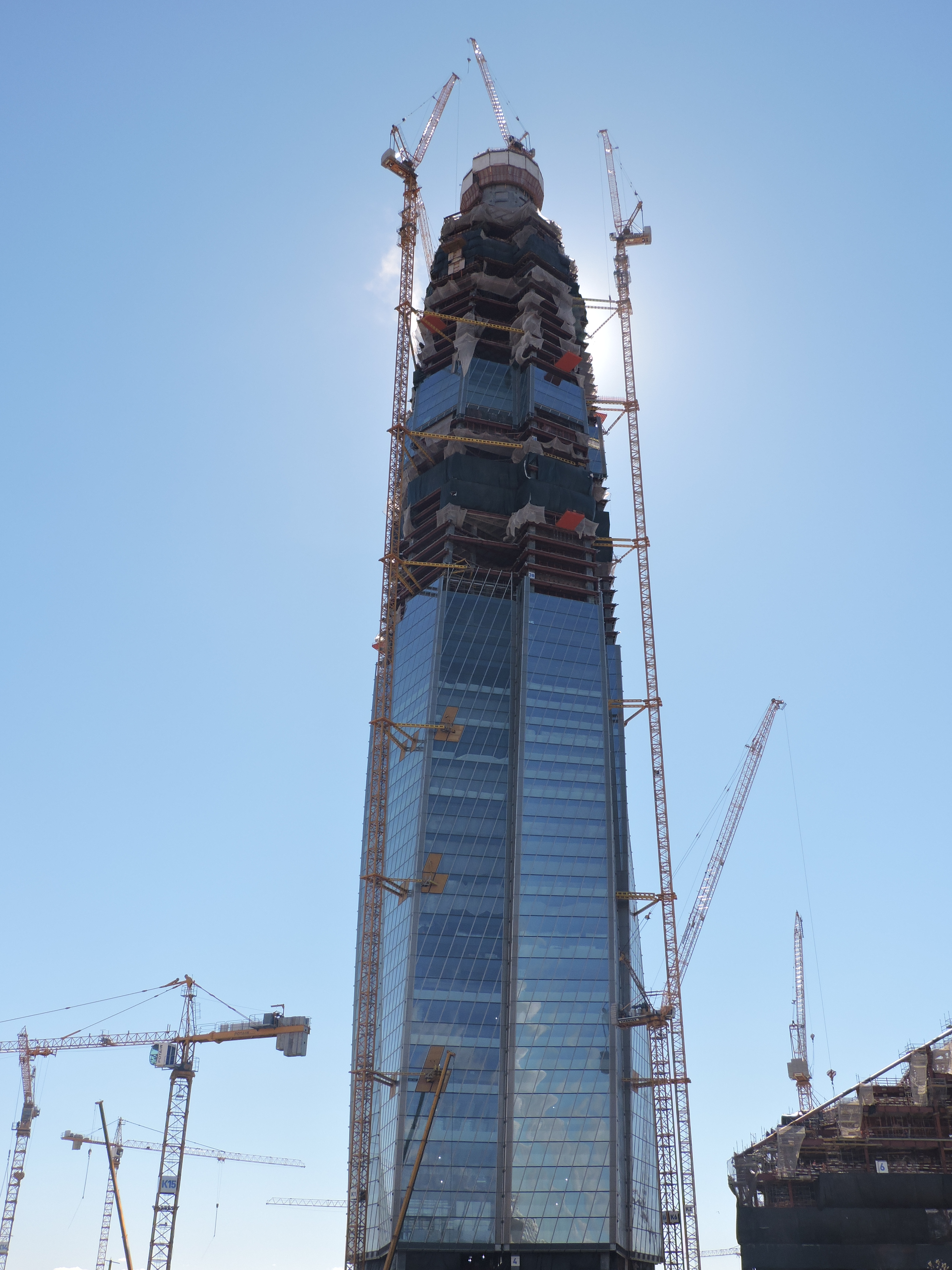
Maio 2017
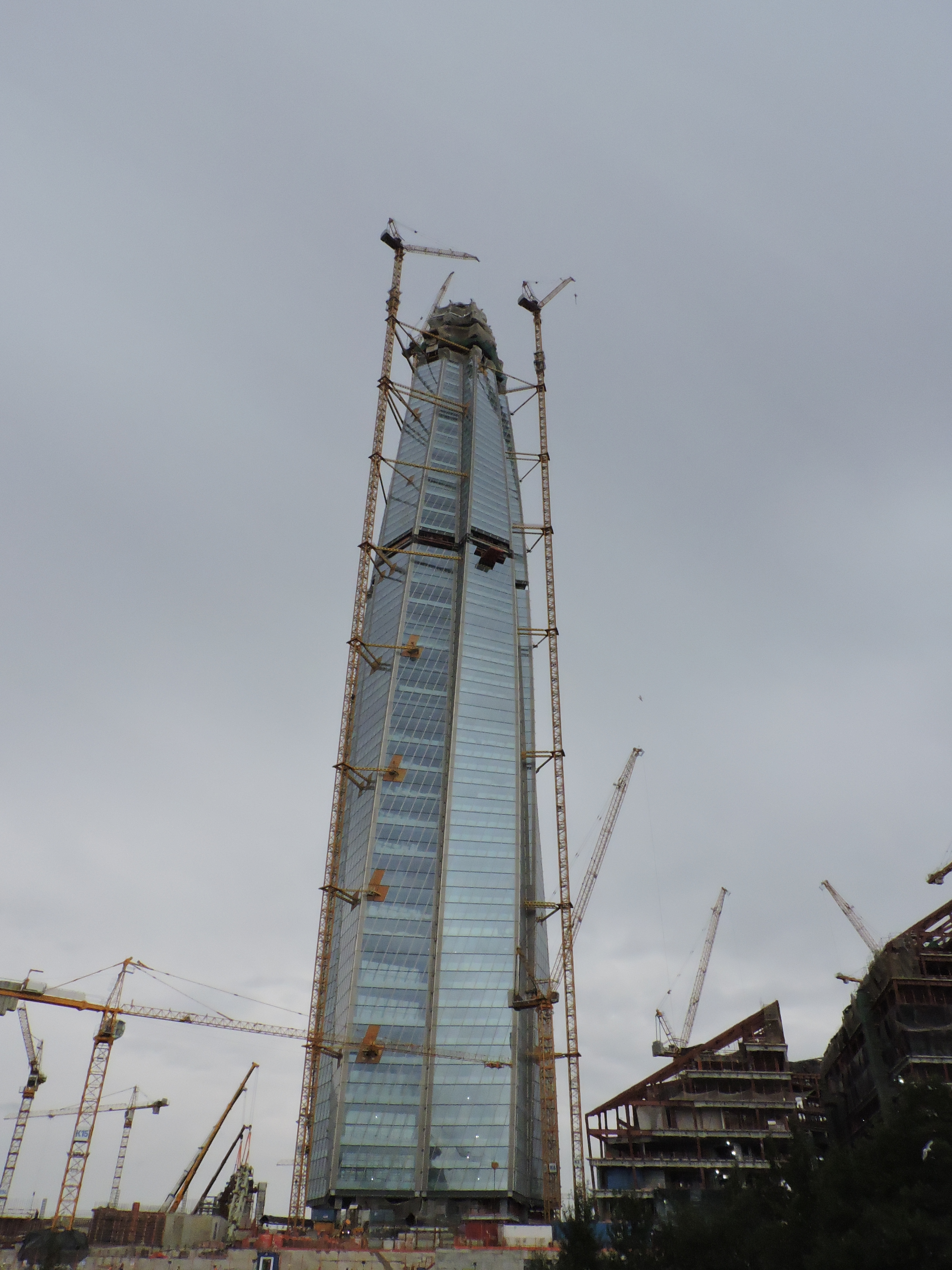
Setembro 2017
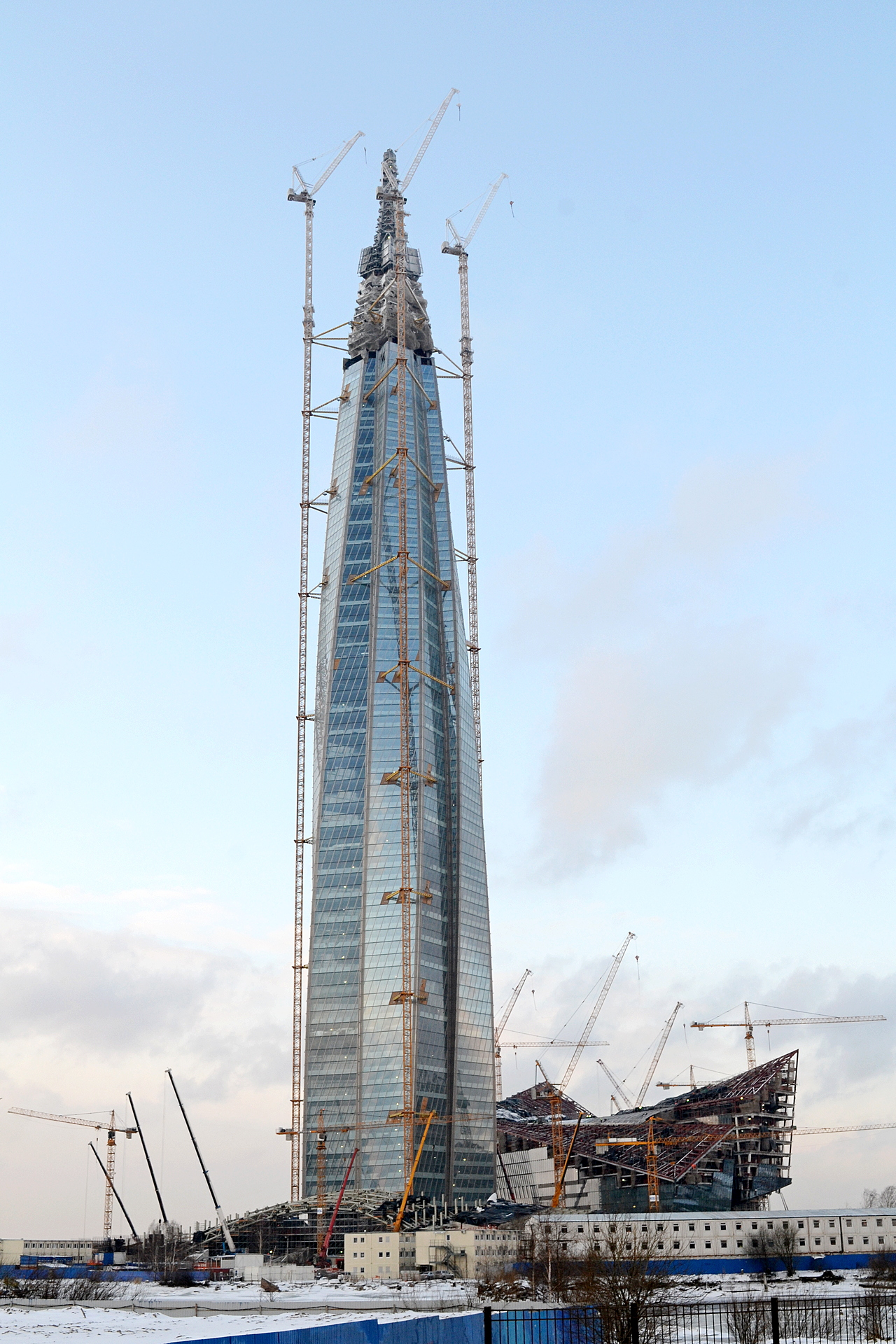
Janeiro 2018
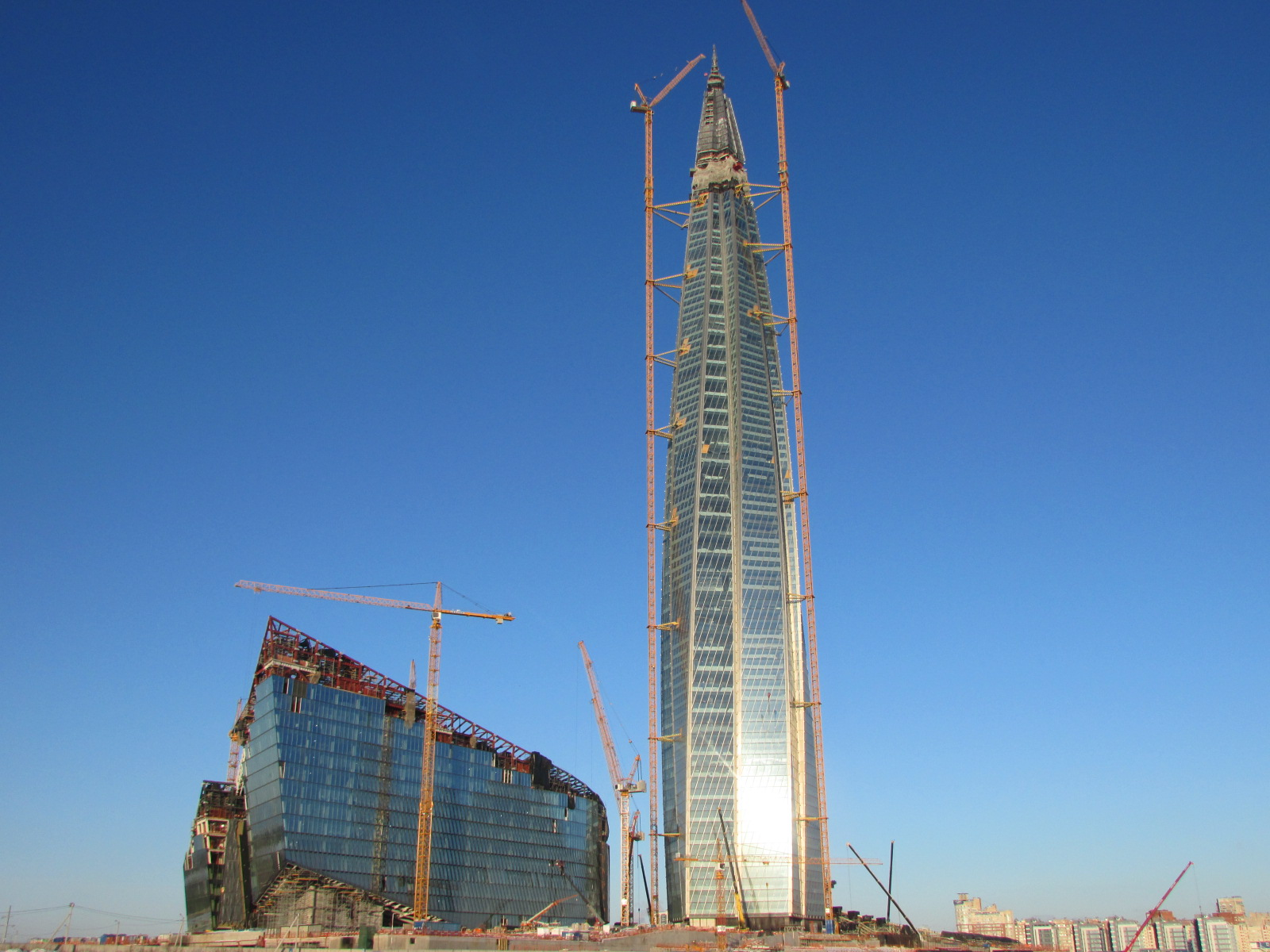
Fevereiro 2018
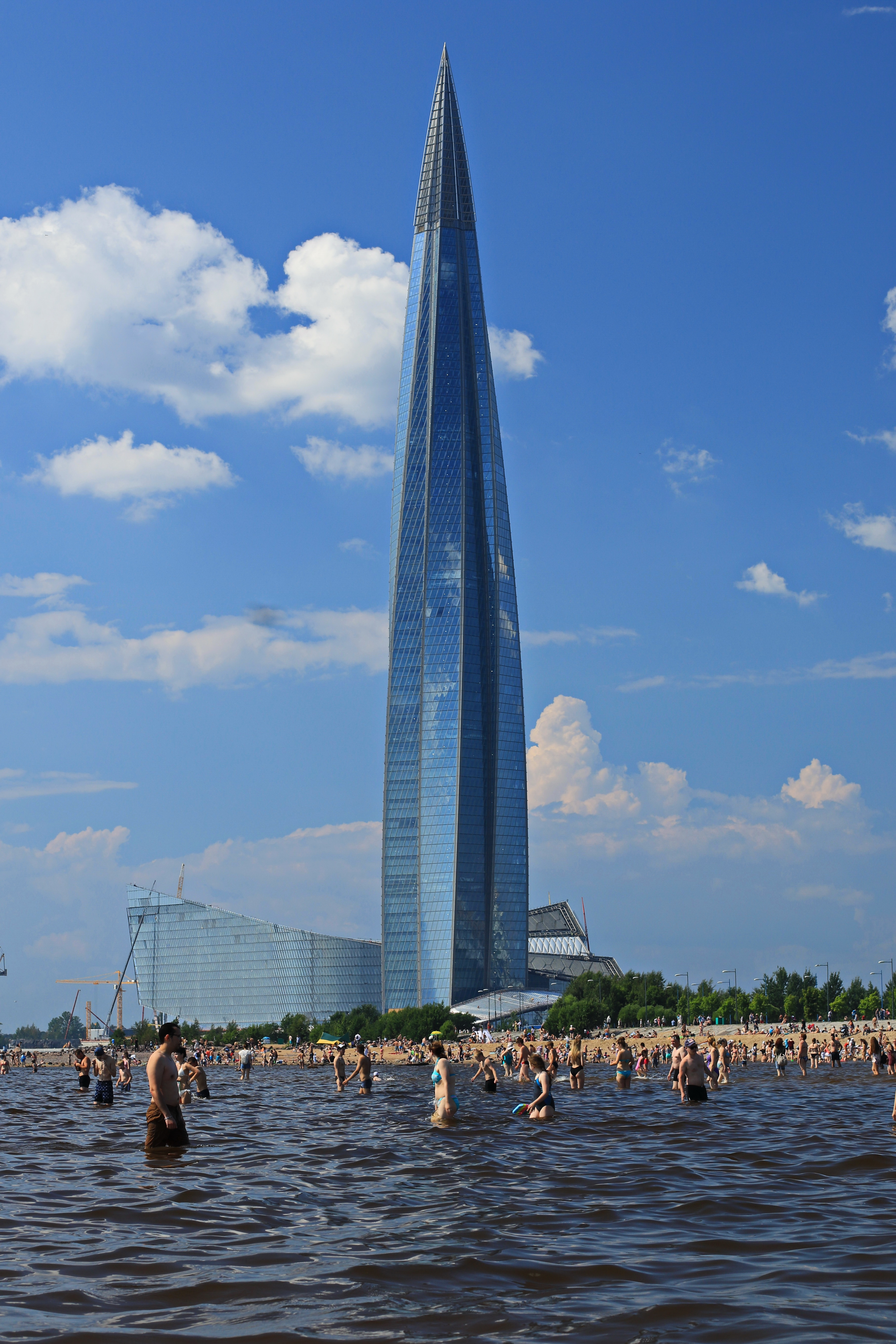
Julho de 2018
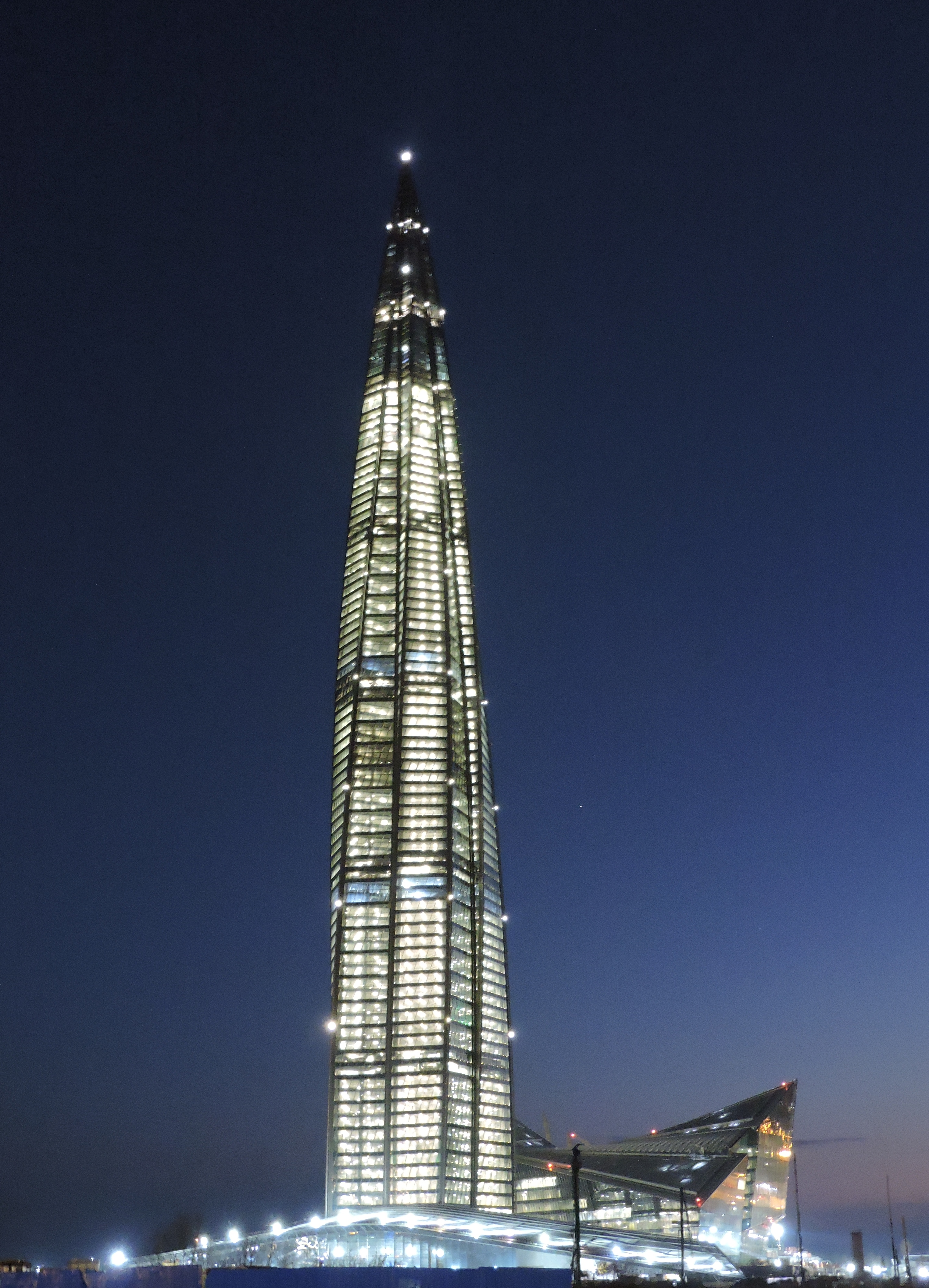
Abril de 2019
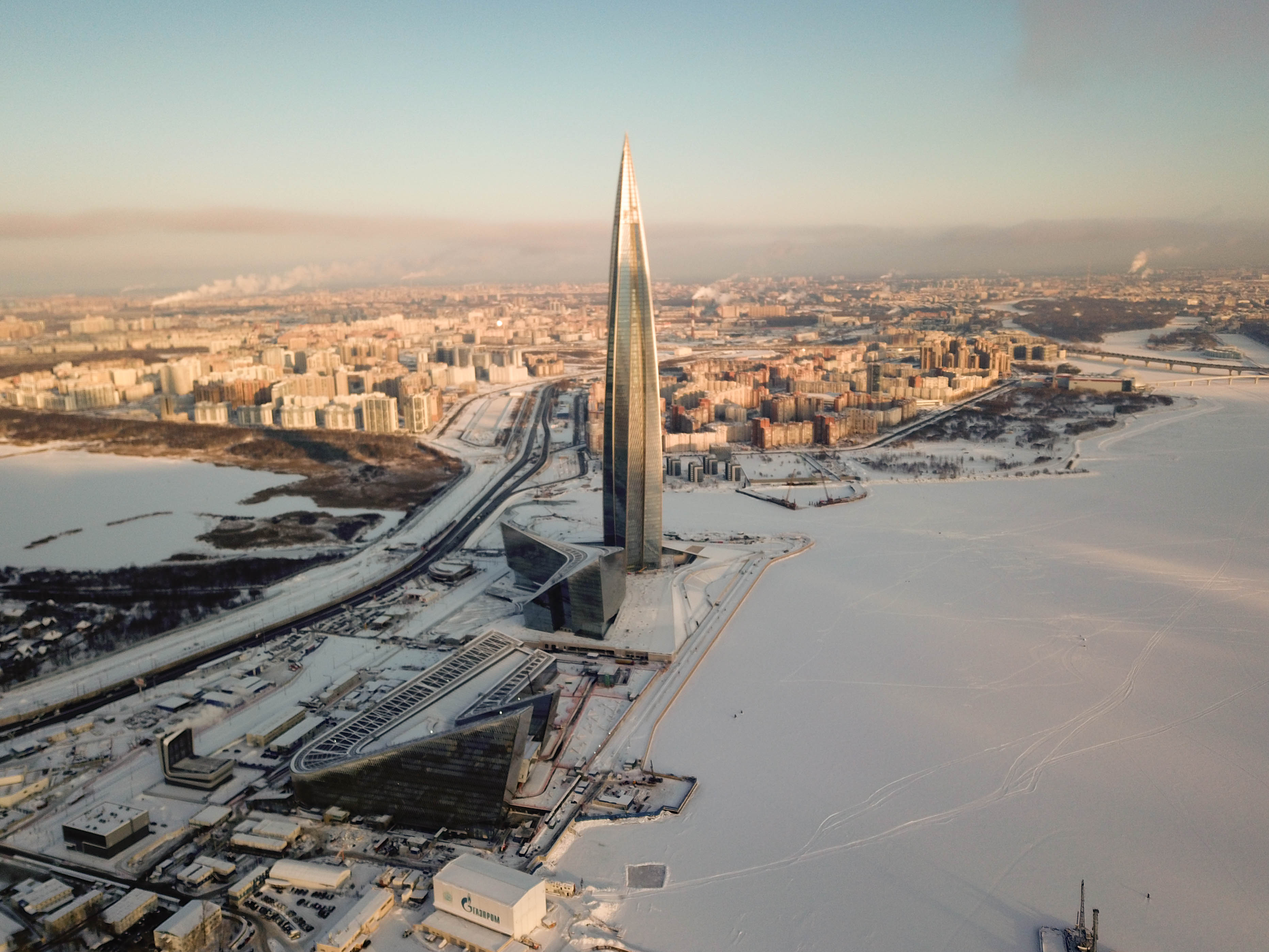
Fevereiro de 2021
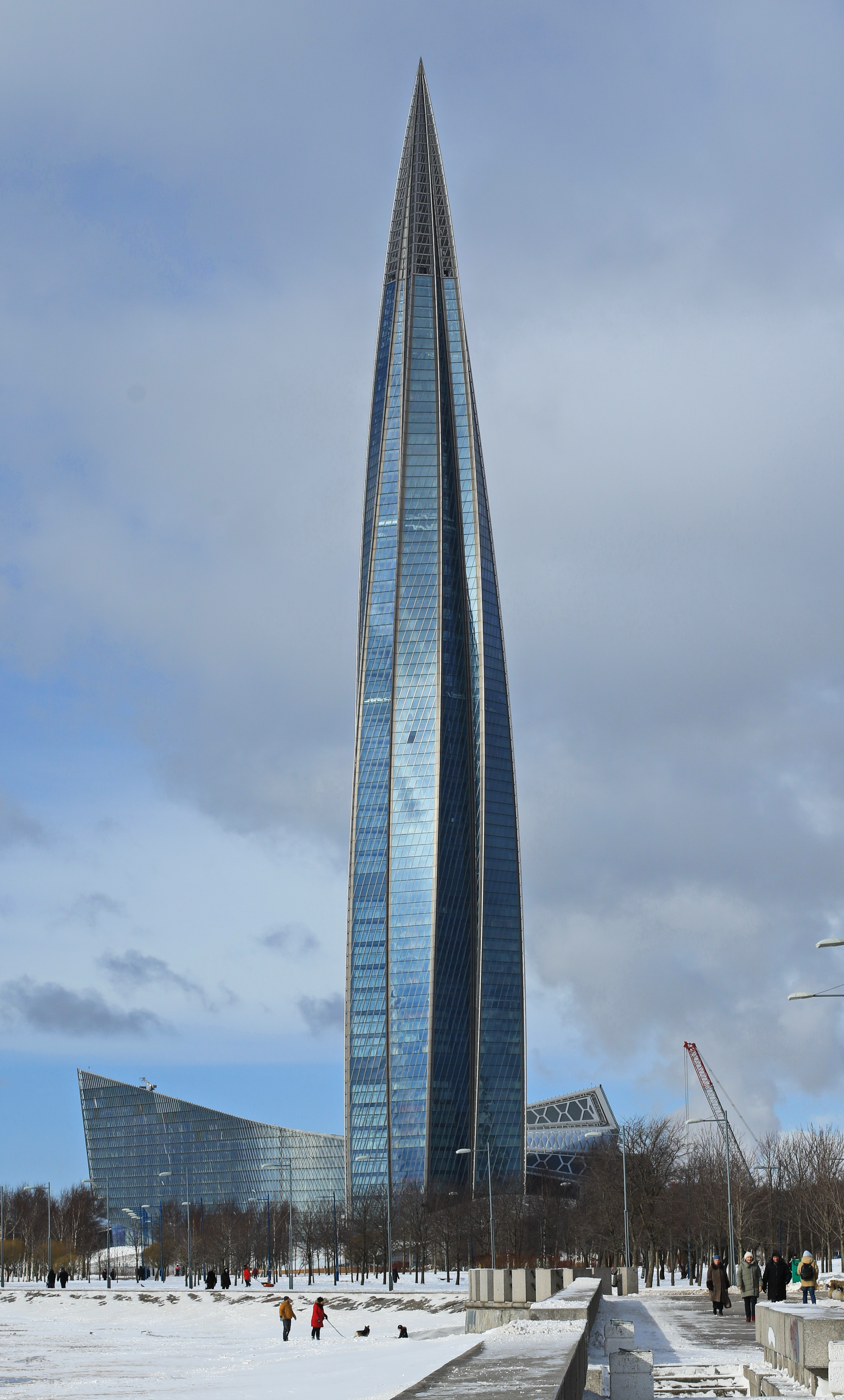
Março de 2021
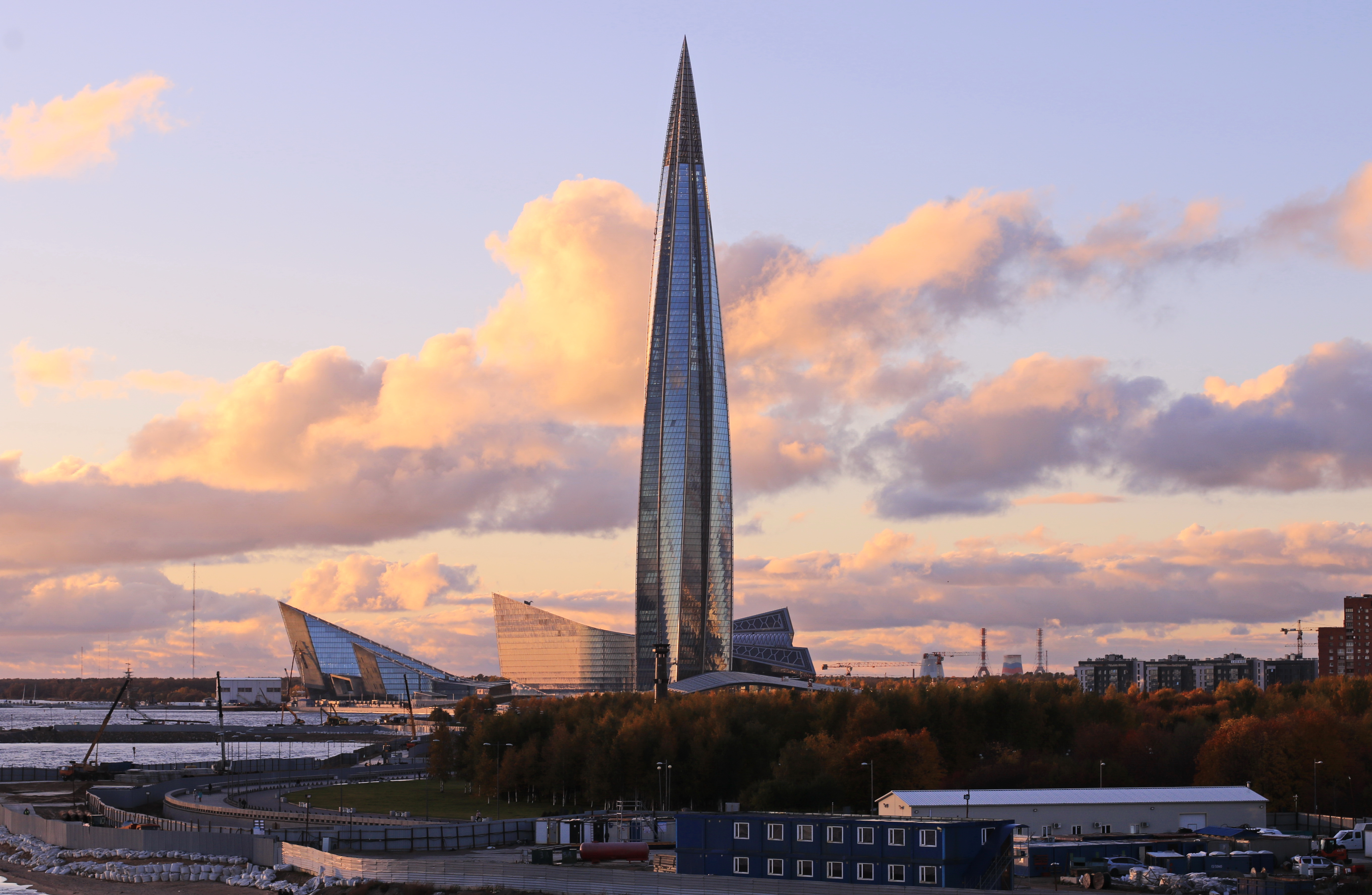
Outubro 2022
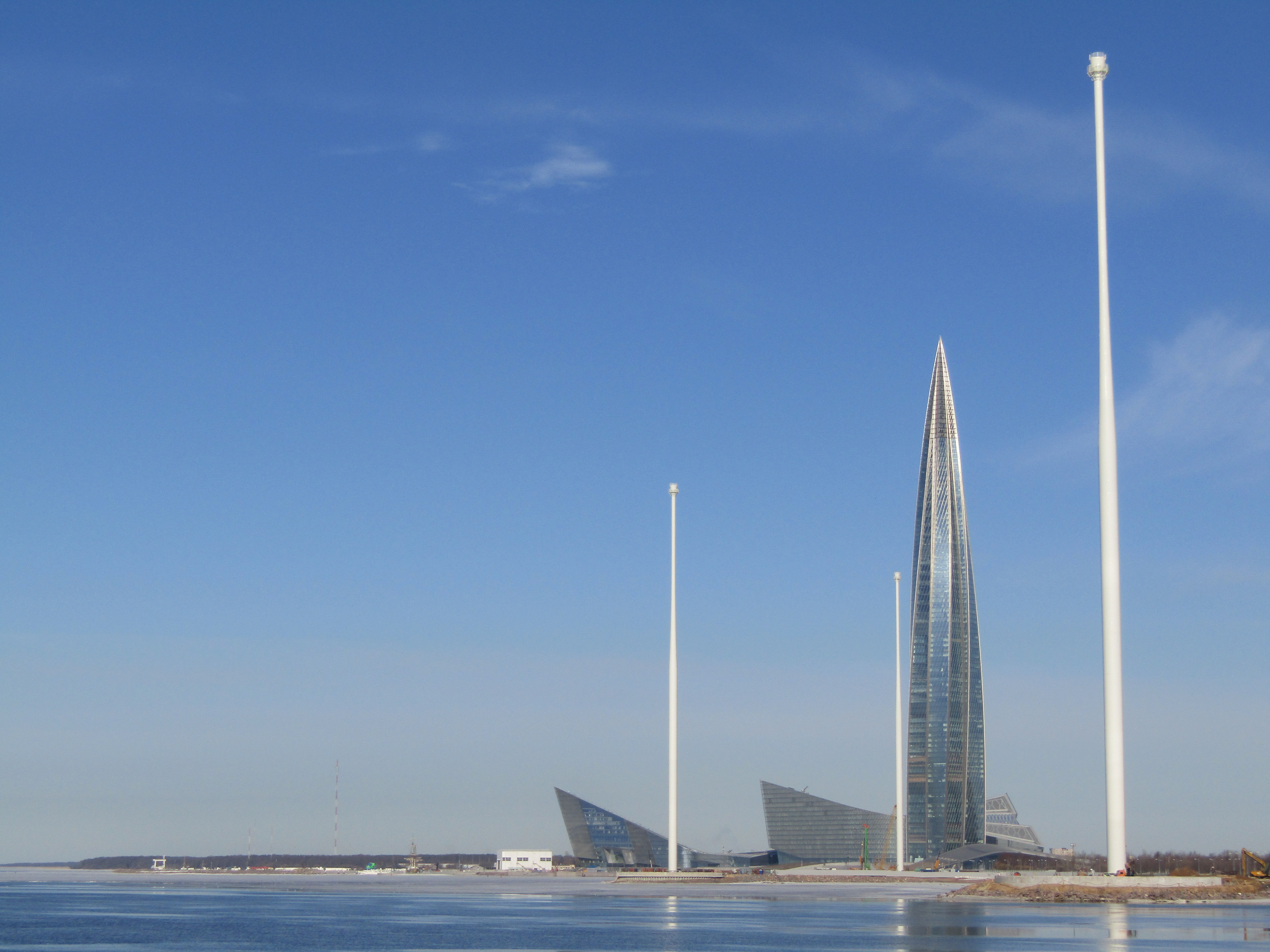
Abril de 2023